# Střední škola
Střední škola poskytuje sekundární vzdělávání (3. stupeň v mezinárodní klasifikaci ISCED). Je určena pro žáky, kteří ve věku 13 až 15 let ukončí primární vzdělávání na základní škole a vyučují se na střední škole do svých 17 až 19 let. Cílem středního vzdělání je rozvoj vědomostí, dovedností, postojů a hodnot získaných v základním vzdělávání důležité pro osobní rozvoj jedince. Poskytuje žákům obsahově širší všeobecné vzdělání nebo odborné vzdělání spojené se všeobecným vzděláním a upevňuje jejich hodnotovou orientaci. Střední vzdělávání dále vytváří předpoklady pro plnoprávný osobní a občanský život, samostatné získávání informací a celoživotní učení, pokračování v navazujícím vzdělávání a přípravu pro výkon povolání nebo pracovní činnosti.

## Česko
Střední škola v České republice navazuje na 9. ročník základní školy. Některé střední školy přijímají už mladší žáky, kteří tak absolvují druhý stupeň základní školy i navazující středoškolské vzdělání na stejné škole – například šestiletá nebo osmiletá gymnázia.

## Německo
Vzdělávací systém v Německu je specifický tím, že k diverzifikaci  dráhy vzdělávání dochází již v celkem časném věku dětí. Po ukončení Základní školy (Grundschule), která je povinná pro všechny děti, mají žáci tyto možnosti:
Hlavní škola (Hauptschule)Žák na Hauptschule získá všeobecné vzdělání, studium trvá 5. až 9. ročník. Vzdělání je orientováno na přípravu k povoláním manuálního charakteru. Ukončením této školy si žák splní povinnou školní docházku. Po absolvování 2 let na Hauptschule může student přestoupit na Realschule.
Reálka (Realschule)Studium na Realschule trvá obvykle 4 roky. Absolvent reálky může pokračovat na střední odborné škole (Berufsschule) nebo na vyšší odborné škole.
GymnáziumStudium na gymnáziu zde trvá 8 let. Gymnázium připravuje studenty na další studium na vysoké škole, je ukončeno maturitou. Je to výběrová škola, na kterou nastupují nejlepší žáci po ukončení Grundschule.

## Francie
Systém středního školství je ve Francii velmi diverzifikovaný. Existují zde:
Všeobecná vzdělávací a technická lyceaPoskytují všeobecné i odborné vzdělání, po ukončení tříletého studia může student získat všeobecnou maturitu nebo technickou maturitu, ukončení studia studenta opravňuje k pokračování na univerzitě.
Profesní lyceaMohou být dvouletá nebo čtyřletá. Připravují své absolventy ke kvalifikované dělnické činnosti.
Alternativní učňovská přípravaStudium trvá obvykle dva roky a probíhá přímo v podnicích. Studium je určeno mladým lidem ve věku 16-25 let a může být ukončeno výučním listem.

## Švédsko
Tato země má zcela unikátní systém, který prošel v nedávné době mnoha reformami.
Gymnaziální střední školaZde mohou studovat žáci po ukončení 9. ročníku na základní škole. Studenti zde studují ve věku 16-19 let. Na této škole si žáci volí různé studijní programy. Národních studijních programů je celkem 16. Dva z těchto programů jsou akademicky zaměřené a připravují na studium na vysoké škole, ostatních čtrnáct je zaměřeno odborně. Do těchto škol nastupuje asi 95 % absolventů základního vzdělání.

## Vyšší sekundární vzdělávání v zemích EU
Vyšší sekundární vzdělávání je označeno zkratkou ISCED 3. Toto vzdělání začíná obvykle po ukončení povinné školní docházky. V souvislosti s trendem prodlužování školní docházky, však řada zemí stanovuje konec povinného vzdělávání až na počátek vyššího sekundárního vzdělávání. Belgie a Maďarsko stanovily celé vyšší sekundární vzdělávání za povinné. 
Typickým věkem vstupu je 14–16 let, typická délka je 2 (např. Španělsko) až 5 (např. Itálie) let nebo případně i kratší. Obvyklým minimálním požadavkem pro vstup je dokončení úrovně ISCED 2. 
Vyšší sekundární vzdělávání mívá dvě základní podoby, jednak se může jednat o „konečnou fázi“ (souvislého školního) vzdělávání a absolventi postupují do pracovního procesu nebo o „transitní fázi“, ve které se studenti připravují na postsekundární nebo terciární vzdělávání.
Ve vyšším sekundárním vzdělávání lze dále rozlišit dva základní typy: 
- a) všeobecné
- b) odborné či profesní vzdělávání. [5]